# Geschützter Landschaftsbestandteil Alter Postweg

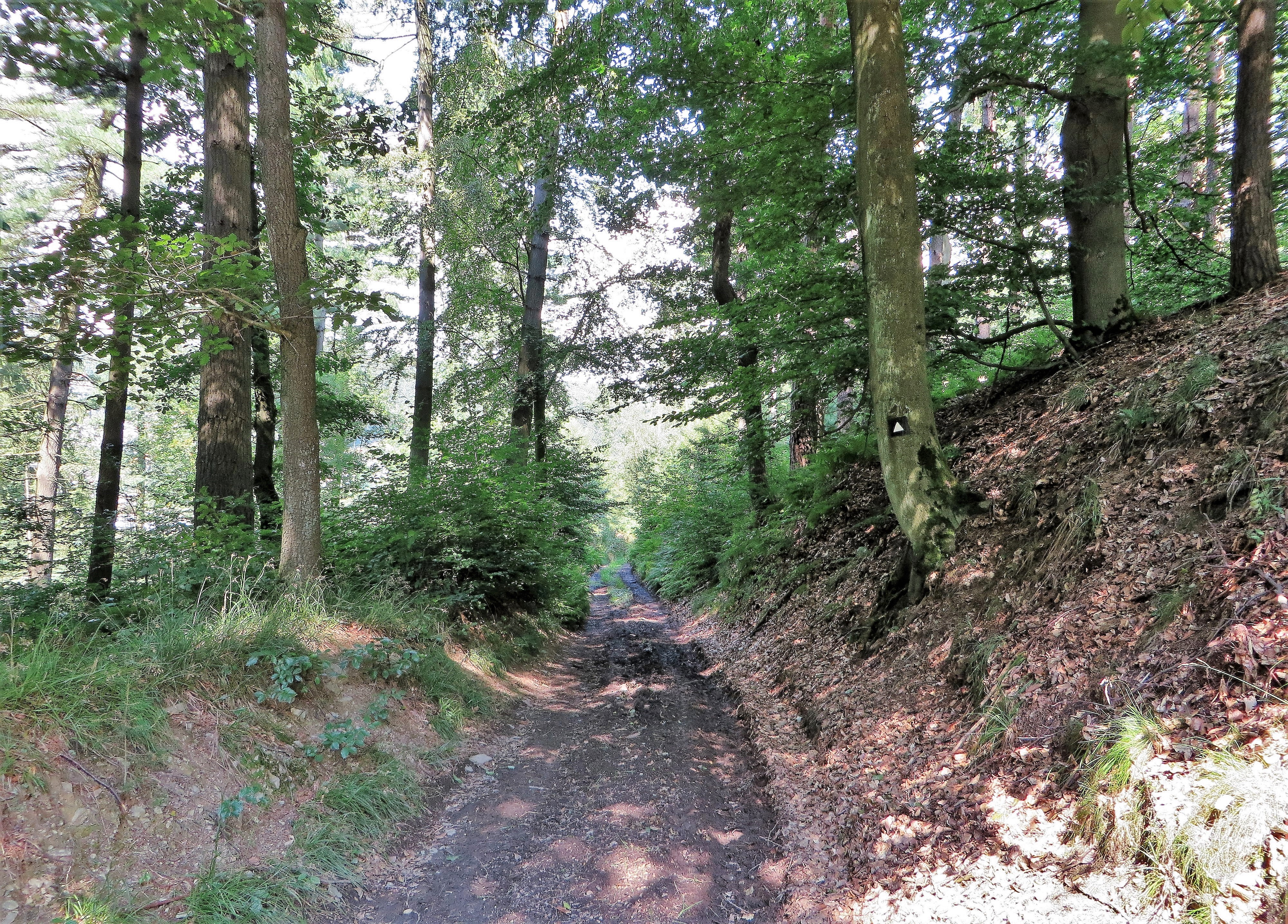
Geschützter Landschaftsbestandteil Alter Postweg

Der Geschützte Landschaftsbestandteil Alter Postweg mit einer Flächengröße von 0,67 ha liegt auf dem Gebiet der kreisfreien Stadt Hagen in Nordrhein-Westfalen. Der LB wurde 1994 mit dem Landschaftsplan der Stadt Hagen vom Stadtrat von Hagen ausgewiesen.

## Beschreibung
Beschreibung im Landschaftsplan: „Der Landschaftsbestandteil erstreckt sich zwischen Selbecker Straße und Mäckinger Bachtal bei Selbecke. Es handelt sich um einen gut ausgebildeten Hohlweg mit artenreicher Vegetation im Verlauf des alten Postweges nach Breckerfeld.“ Es ist ein jahrhundertelang benutzter etwa 3,8 Kilometer langer Weg, nirgends über zwei Meter breit und sehr steil. Im unteren Teilstück beträgt die Steigung auf etwa 320 Meter rund 20 Prozent, die folgende Wegstrecke von etwa 520 Meter bis zum sogenannten Pferdeplatz immerhin noch 16 Prozent. Nach dem Bau der Chaussee 1788–1794, über die heute die L528 verläuft, verödete der „Alte Postweg“ und diente nur noch als Wirtschafts- und Wanderweg. Der Hohlweg liegt im Landschaftsschutzgebiet Rafflenbeuler Kopf.

## Schutzzweck
Laut Landschaftsplan erfolgte die Ausweisung „zur Sicherung der Leistungsfähigkeit des Naturhaushalts durch Erhalt eines Lebensraumes, insbesondere für zahlreiche, z.T. bedrohte Farn- und Moosarten, zur Belebung und Pflege des Landschaftsbildes durch Erhalt eines markanten und kulturhistorisch bedeutsamen Landschaftselementes und zur Abwehr schädlicher Einwirkungen auf den Hohlweg durch die Gehölze auf der Böschungsoberkante.“